# Dicranomyia arcuata
Dicranomyia arcuata är en tvåvingeart som först beskrevs av Alexander 1913.  Dicranomyia arcuata ingår i släktet Dicranomyia och familjen småharkrankar. Inga underarter finns listade i Catalogue of Life.